# Bief-du-Fourg
Bief-du-Fourg település Franciaországban, Jura megyében. Lakosainak száma 217 fő (2022. január 1.). Bief-du-Fourg Courvières, Bonnevaux, Frasne, Censeau és Mignovillard községekkel határos.

## Népesség
A település népességének változása:
| Lakosok száma | 150  | 136  | 122  | 150  | 176  | 189  | 203  | 208  | 211  | 217  |
|               | 1968 | 1982 | 1990 | 2006 | 2013 | 2015 | 2017 | 2019 | 2020 | 2022 |